# Pomnik Lotników Polskich w Krakowie
Pomnik Lotników Polskich – pomnik znajdujący się w Krakowie, w dzielnicy XIV, przy alei Jana Pawła II w Parku Lotników Polskich, w Czyżynach. 
Pomnik Lotników Polskich, jest dziełem zaprojektowanym przez Bronisława Chromego.
Zbudowany z żelbetonu, aluminium i brązu, przedstawia orła z rozpostartymi skrzydłami, niosącego w dziobie złoty wieniec laurowy i unoszącego się nad płomieniami. Bryła pomnika posadowiona jest na biało-czerwonej szachownicy.
Pomnik został odsłonięty w 1989 roku.

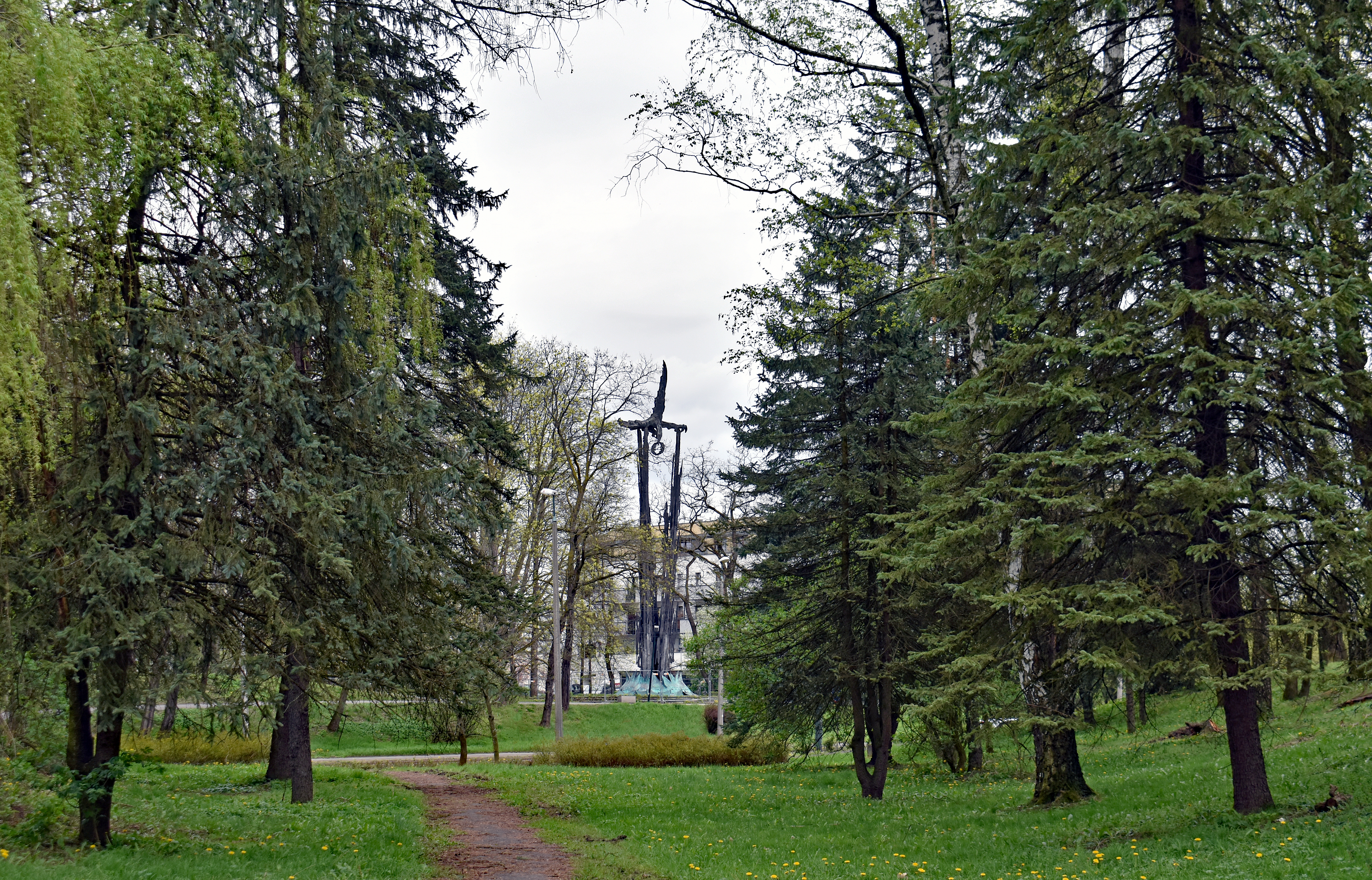
Park Lotników i pomnik.